# Chiesa di San Giovanni Evangelista (Cerreto)
La chiesa di San Giovanni Evangelista è un luogo di culto cattolico di San Giovanni a Cerreto, nel comune di Castelnuovo Berardenga, in provincia di Siena.

## Storia
L'originario luogo di culto fu probabilmente edificato nell'VIII secolo dai canonici del duomo di Siena, ai quali il papa Celestino III confermò l'autorità con bolla del 1194.
Nata come semplice cappella di comodità per il popolo, nel tempo la chiesa ricevette alcune rendite dalla nobile famiglia Ricasoli di Brolio, che ne deteneva il patronato, e in particolar modo da Geremia d'Ildobrando.
Danneggiato nel 1554 dalle truppe dell'imperatore del Sacro Romano Impero Carlo V d'Asburgo, l'edificio fu completamente restaurato in stile rinascimentale; l'intervento fu concluso nel 1598.
Durante la seconda guerra mondiale la chiesa fu profondamente danneggiata; al termine del conflitto furono avviati i lavori di ricostruzione, seguiti dal parroco Antonio Lavagnini.

## Architettura

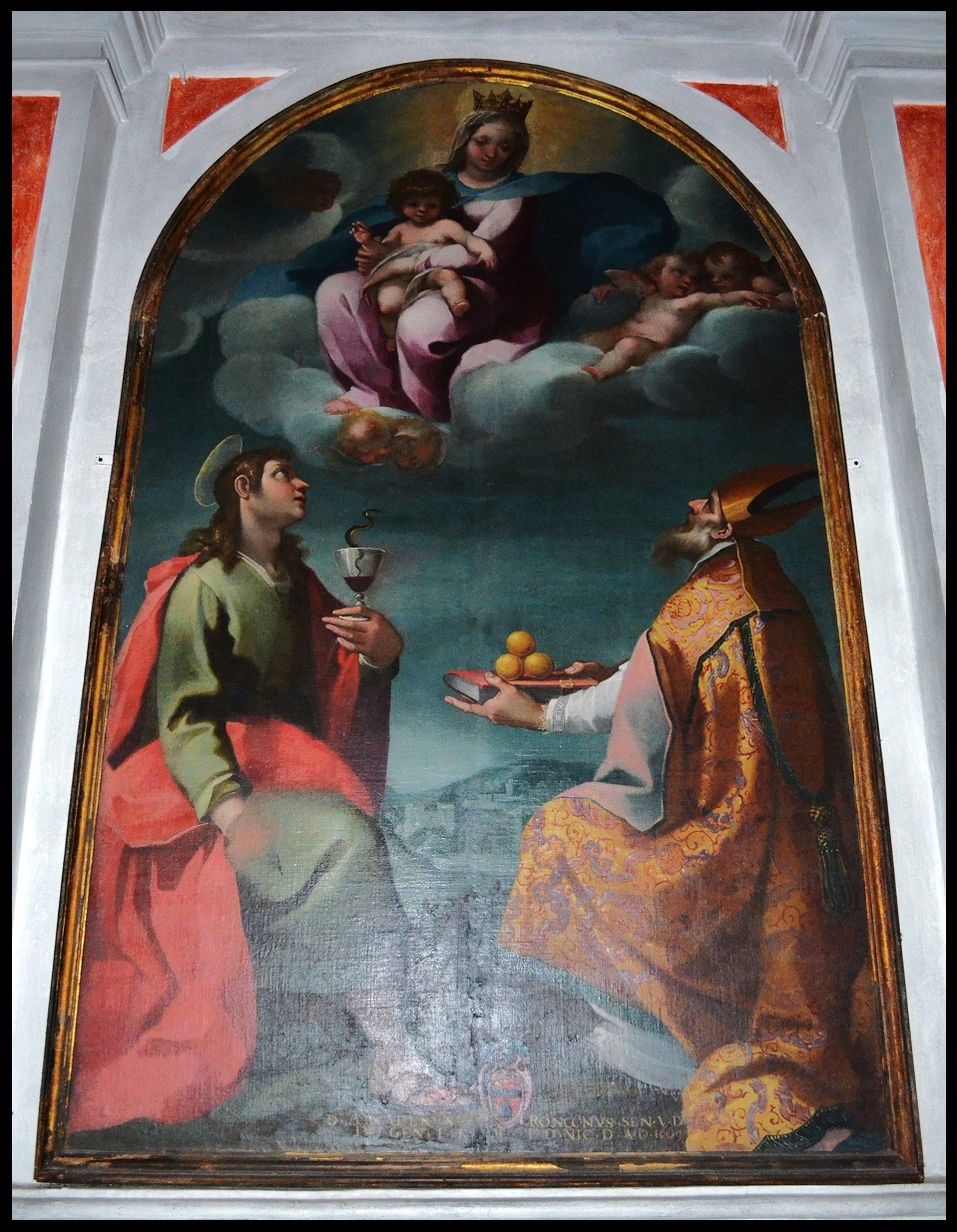
Madonna col Bambino e i Santi Giovanni Evangelista e Nicola di Bari

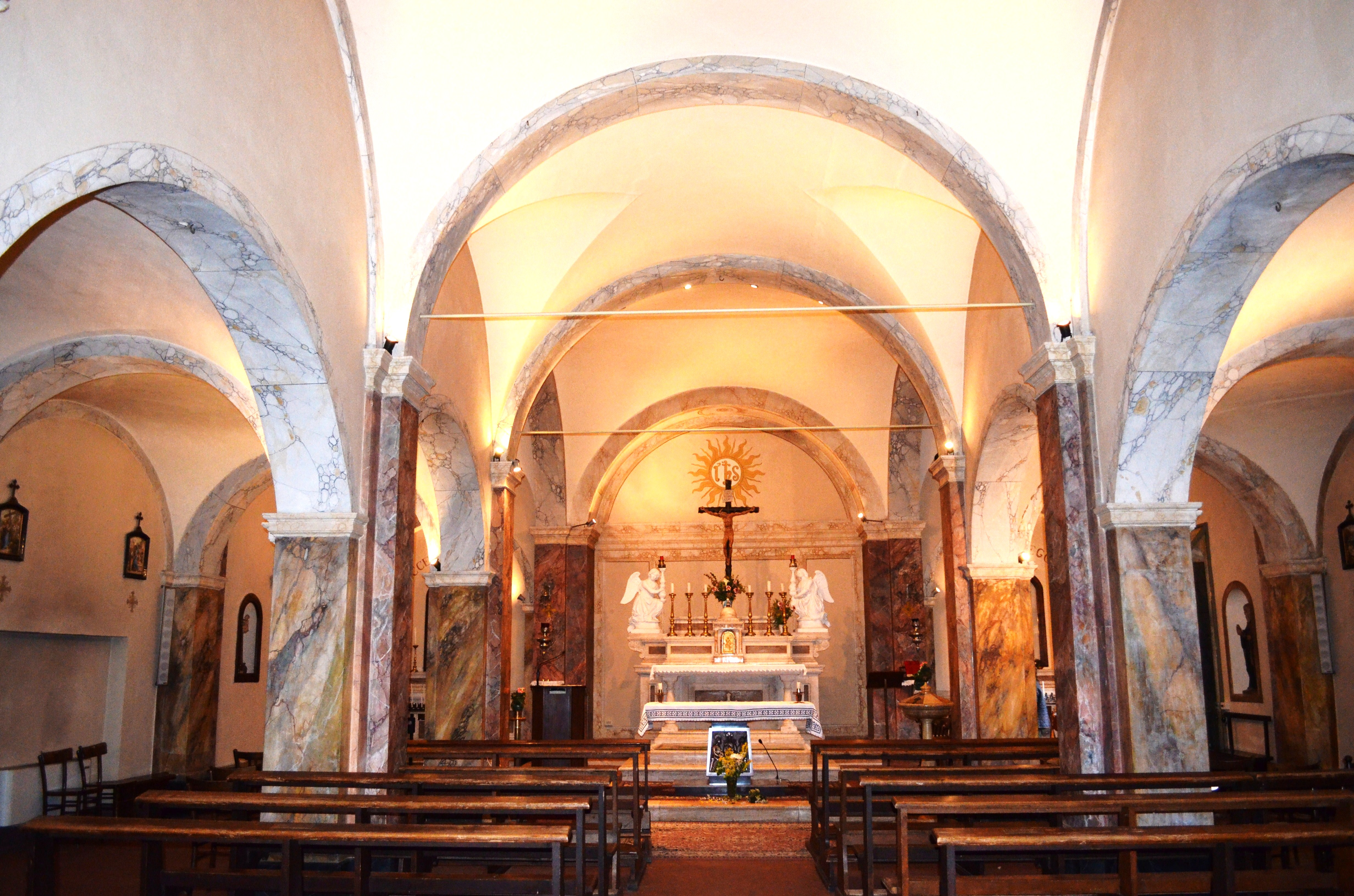
Interno chiesa San Giovanni Evangelista

La chiesa presenta sul fronte e sul lato destro un ampio sagrato in terra battuta posto ad un livello superiore rispetto alla strada su cui si affaccia, alla quale è collegato da due scale in mattoni. Il muretto di contenimento è in blocchi irregolare di pietra con cantonali in mattoni, mentre il parapetto superiore è in mattoni. Il lato sinistro dell'edificio prospetta sul resede di pertinenza coltivato ed è parzialmente occluso, come il retro, da costruzioni rurali addossate. L'edificio ingloba una chiesa più antica posta perpendicolarmente rispetto all'orientamento odierno. La costruzione mostra chiaramente, sia nella piante che nella volumetria, di essere il risultato dell'aggregazione di due tipologie diverse: la chiesa più antica era probabilmente del tipo ad aula con tetto a capanna; quella moderna è a tre navate. La navata centrale è scandita volumetricamente da quattro campate voltate, di cui quella all'ingresso è aggettante rispetto al corpo di fabbrica; la seconda e la quarta campata (presbiterio) sono voltate a vela, mentre la prima e la terza a vela con unghie. L'abside è un vano poco profondo a pianta rettangolare con copertura piana. Dalla navata sinistra si accede ad una cappella a pianta rettangolare coperta a capanna, ad un livello leggermente superiore a quello della chiesa. I prospetti della chiesa sono in muratura intonacata con basamento e decorazioni in mattoni. La facciata è tripartita secondo la divisione interna delle navate; la parte centrale aggettante è racchiusa tra due lesene in mattoni complete di piedistallo, trabeazione e frontone decorati con modanature e dentelli. La facciata della chiesa preesistente è in blocchi di pietra squadrati a vista.
In sagrestia si conserva una notevole tela datata 1609, raffigurante la Madonna col Bambino e i Santi Giovanni Evangelista e Nicola di Bari, attribuita a Rutilio Manetti. Sulla parete sinistra, una piccola Madonna col Bambino tra i Santi Caterina e Bernardino da Siena di un anonimo artista tardomanierista.
Sono di pertinenza della chiesa due calici di forme gotiche e decorati con smalti, uno trecentesco e l'altro quattrocentesco.